# Kim Jong-un
Kim Jong-un (김정은?, 金正恩?, Gim Jeong-eunLR, Kim JŏngŭnMR; AFI: [kim.dʑʌ̹ŋ.ɯn]; Pyongyang, 8 gennaio 1982 o 1983) è un politico nordcoreano, leader supremo della Corea del Nord dal 2011.
È il terzo figlio maschio di Kim Jong-il (1941-2011), secondo leader supremo della Corea del Nord dal 1994 al 2011, e nipote di Kim Il-sung, fondatore della Repubblica Popolare Democratica di Corea e leader supremo dalla sua fondazione nel 1948 fino alla sua morte nel 1994. È il primo capo di Stato nordcoreano a essere nato dopo la fondazione del paese. Prima di assumere tale posizione, egli è raramente comparso in pubblico e molte informazioni su di lui, dalla sua data di nascita al periodo di studi all'estero, rimangono incerte.
Alla fine del 2010 Kim Jong-un era già stato inquadrato come successore alla leadership della Corea del Nord. Dopo la morte di Jong-il nel dicembre 2011, la radiodiffusione pubblica lo ha annunciato come "il grande successore". Kim è segretario generale del Partito del Lavoro di Corea, presidente della Commissione militare centrale e presidente della Commissione per gli Affari di Stato. È membro del presidium del politburo del Partito del Lavoro di Corea, il più alto organo decisionale del paese. Nel luglio 2012 Kim è stato promosso al grado di wonsu, ovvero "maresciallo dell'Armata del popolo coreano", consolidando la sua posizione di comandante supremo delle forze armate. Ha promosso la politica del byungjin, simile alla politica di Kim Il-Sung negli anni '60, per lo sviluppo simultaneo sia dell'economia che del programma di armi nucleari del paese.
La leadership di Kim ha continuato il culto della personalità iniziato da suo nonno e suo padre e in linea con le loro politiche autoritarie. Nel 2014 un rapporto del Consiglio per i diritti umani delle Nazioni Unite ha suggerito che Kim potesse essere processato per crimini contro l'umanità. Ha ordinato l'epurazione o l'esecuzione capitale di diversi funzionari nordcoreani, è anche opinione diffusa che abbia ordinato l'assassinio del fratellastro Kim Jong-nam in Malaysia nel 2017. Ha presieduto all'espansione dell'economia di consumo, dei progetti di costruzione e delle attrazioni turistiche. Kim ha perseguito e ampliato il programma nucleare nordcoreano, portando a un aumento delle tensioni nel 2017-18 in Asia orientale. Nel 2018-19 ha preso parte a un processo diplomatico di distensione delle relazioni, incontrando il presidente della Corea del Sud Moon Jae-in e il presidente degli Stati Uniti d'America Donald Trump. Ha rivendicato il successo nella lotta contro la pandemia di COVID-19 in Corea del Nord, anche se gli esperti dubitano che il paese non abbia mai avuto casi.

## Biografia

### Primi anni e studi
Ci sono poche informazioni riguardanti i primi anni di vita di Kim Jong-un: diversi disertori nordcoreani affermano che egli abbia studiato in Svizzera. Le fonti sono spesso contraddittorie, poiché molti testimoni potrebbero aver confuso Kim Jong-un con il fratello maggiore Kim Jong-chul, che frequentò le scuole in Svizzera negli stessi anni. Secondo le autorità nordcoreane, Kim Jong-un sarebbe nato l'8 gennaio 1982, tuttavia i servizi segreti sudcoreani ritengono che egli sia nato l'anno successivo; l'ex cestista statunitense Dennis Rodman, in seguito a una visita in Corea del Nord, confermò tale congettura. Kim Jong-un è il secondo figlio nato dall'unione di Kim Jong-il e Ko Yong-hui: suo fratello maggiore è Kim Jong-chul, nato nel 1981, mentre la sorella minore Kim Yo-jong nacque probabilmente nel 1987.
Secondo le prime notizie pubblicate dalla stampa giapponese, Kim Jong-un avrebbe frequentato una scuola in Svizzera nei pressi di Berna dal 1993 al 1998, probabilmente l'istituto internazionale in lingua inglese a Gümligen, sotto lo pseudonimo di "Chol-pak" o "Pak-chol". Egli era un bravo studente, seppur molto timido, che tuttavia andava d'accordo con i compagni, nutriva inoltre una profonda passione per la pallacanestro. Era costantemente accompagnato da una guardia del corpo nelle vesti di uno studente più grande.

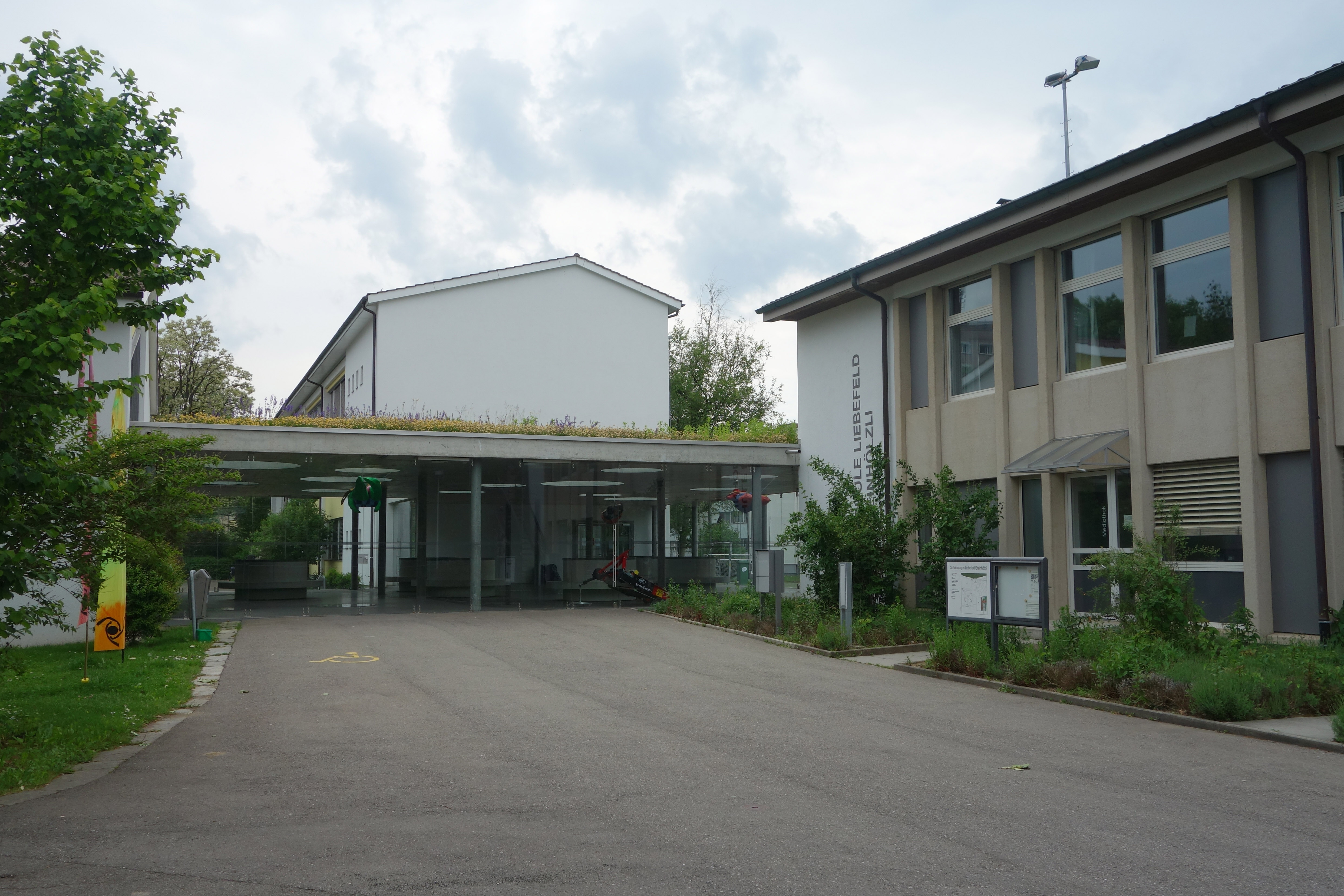
La scuola Liebefeld-Steinhölzli a Köniz, in Svizzera, dove Kim Jong-un trascorse il periodo della sua adolescenza

Successivamente si trasferì a Köniz, vicino a Berna, dove si iscrisse alla scuola Liebefeld Steinhölzli con il nome di "Pak-un" o "Un-pak"; vi restò dal 1998 al 2000 con l'identità del figlio di un dipendente dell'ambasciata nordcoreana di Berna. Tali informazioni vennero confermate dalle autorità di Köniz, che tuttavia non furono in grado di verificare l'identità dello studente. Pak-un frequentò dapprima lezioni per gli studenti internazionali, aggregandosi poi ai compagni svizzeri a partire dal sesto anno di scuola fino al nono, il quale venne interrotto improvvisamente nell'autunno del 2000. Egli era uno studente ambizioso, ben integrato nella classe e appassionato di pallacanestro, i cui voti erano tuttavia mediocri e la cui partecipazione alle lezioni era saltuaria. L'ambasciatore nordcoreano in Svizzera Ri Chol fungeva da mentore per il giovane studente. Uno dei compagni di classe di Pak-un rivelò durante un'intervista che l'amico gli aveva confidato di essere il figlio del leader nordcoreano. Secondo altre testimonianze, Kim Jong-un sarebbe stato uno studente timido e impacciato con le ragazze. Non si interessava di politica contemporanea, ma era invece in grado di distinguersi nell'ambito sportivo: era affascinato dall'NBA e da Michael Jordan e un amico disse che il giovane Kim Jong-un gli aveva mostrato delle fotografie in cui si trovava a fianco di Kobe Bryant e di Toni Kukoč. Nell'aprile del 2012 emersero nuove informazioni riguardanti il soggiorno svizzero di Kim Jong-un, che avrebbe avuto inizio nel 1991 o nel 1992 (prima di quanto si fosse creduto fino a quel momento).
Il laboratorio di antropologia anatomica dell'Università di Lione dichiarò, dopo aver confrontato il viso di Kim Jong-un con quello del giovane Pak-un immortalato in una fotografia scattata alla scuola Liebefeld Steinhölzli, che i due volti mostravano una conformità del 95%. A capo di tali indagini vi è l'antropologo forense Raoul Perrot, il quale ritiene che i soggetti ritratti nelle due immagini siano la stessa persona.
È probabile che Pak-chol, studente coreano a Gümligen, non sia Kim Jong-un, bensì suo fratello Kim Jong-chul. Rimangono quindi avvolti nel mistero la vita e gli spostamenti di Pak-un nel periodo antecedente alla sua iscrizione alla scuola Liebefeld Steinhölzli. È comunque certo che tutti i figli di Kim Jong-il abbiano risieduto in Svizzera per diverso tempo, così come la madre dei due figli più giovani, che trascorse un periodo a Ginevra.
La maggior parte degli analisti concorda sulla natura degli studi universitari di Kim Jong-un, compiuti dal 2002 al 2007 presso l'Università Kim Il-sung, il principale istituto di formazione di ufficiali a Pyongyang.
Per diversi anni l'unica immagine certa di Kim Jong-un all'estero è stata una sua fotografia di quando aveva undici anni, scattata negli anni novanta. Sono comparse anche altre immagini, le cui origini sono tuttavia sempre state messe in dubbio. Nel giugno del 2010, poco prima che la sua immagine venisse presentata al pubblico nordcoreano e internazionale, vennero pubblicate diverse fotografie del suo periodo di studio in Svizzera. In occasione della conferenza del partito del 30 settembre 2010, venne scattata anche la prima fotografia di Kim Jong-un adulto, seduto in prima fila, a due posti dal padre. In seguito venne pubblicato un filmato ufficiale, che segnò il debutto di Kim Jong-un al pubblico nordcoreano.
Nel 2013 egli venne insignito del dottorato honoris causa in economia dall'università privata malese HELP University.
Un'indagine condotta dalla Reuters nel 2018 rivelò che sia Kim Jong-un sia il padre Kim Jong-il viaggiavano all'estero con passaporti falsi rilasciati dall'ambasciata brasiliana di Praga il 26 febbraio 1996. Il passaporto di Kim Jong-un, sotto il nome di Josef Pwag, reca come data di nascita il 1 febbraio 1983, mentre quello del padre, il cui pseudonimo è Ijong Tchoi, il 4 aprile 1940.

### Ascesa al potere
Il fratellastro Kim Jong-nam, inizialmente designato alla successione di Kim Jong-il, cadde in disgrazia in seguito al suo arresto a Tokyo, dove tentò di visitare Disneyland con un passaporto falso, e venne ucciso in Malaysia nel 2017, probabilmente per mano di sicari nordcoreani.
Lo chef personale di Kim Jong-il, Kenji Fujimoto, rivelò diverse informazioni riguardanti il giovane Kim Jong-un, con il quale aveva un buon rapporto. Egli era sicuro del fatto che Kim Jong-il l'avrebbe scelto come suo successore, poiché lo preferiva rispetto agli altri due figli: a differenza di Kim Jong-chul, che era considerato troppo effeminato, egli era "proprio come suo padre", aveva inoltre buone capacità motorie, era un gran bevitore e non ammetteva mai sconfitta. Secondo Fujimoto, Kim Jong-un prediligeva le sigarette Yves Saint Laurent, il whisky Johnnie Walker e guidava una berlina di lusso Mercedes-Benz W100. A diciott'anni Kim Jong-un espose allo chef i dubbi che aveva sul suo sfarzoso stile di vita, chiedendogli informazioni a proposito del resto della popolazione. Il 15 gennaio 2009 l'agenzia di stampa sudcoreana Yonhap confermò le informazioni diffuse da Kenji Fujimoto, rivelando che Kim Jong-il aveva designato il suo terzo figlio maschio alla successione.
Nel mese di maggio del 2009 la BBC diffondeva voci secondo cui Kim era candidato all'Assemblea popolare suprema (il parlamento nordcoreano), successivamente smentite. Secondo il Time Kim Jong-un si era recato anche in Cina per accreditarsi presso l'apparato politico cinese, fatto che però il Ministero degli esteri cinese smentiva con forza. Dal mese di giugno si facevano più insistenti le voci che lo designavano successore del padre alla guida del Partito del Lavoro di Corea: Kim Jong-un sarebbe stato nominato Yŏngmyŏng-han Dongji (영명한 동지?), ossia "brillante compagno", un epiteto simile a quello di "grande leader" per Kim Il-sung e "caro leader" per Kim Jong-il.
Nel settembre del 2009, in seguito a una campagna di propaganda per ottenere supporto, Kim Jong-il riuscì ad assicurare la successione al figlio. Alcuni credono che il responsabile dell'affondamento della Cheonan e del bombardamento di Yeonpyeong sia proprio Kim Jong-un, che all'epoca aveva bisogno di rafforzare le sue credenziali militari e facilitare la transizione del potere dal padre.

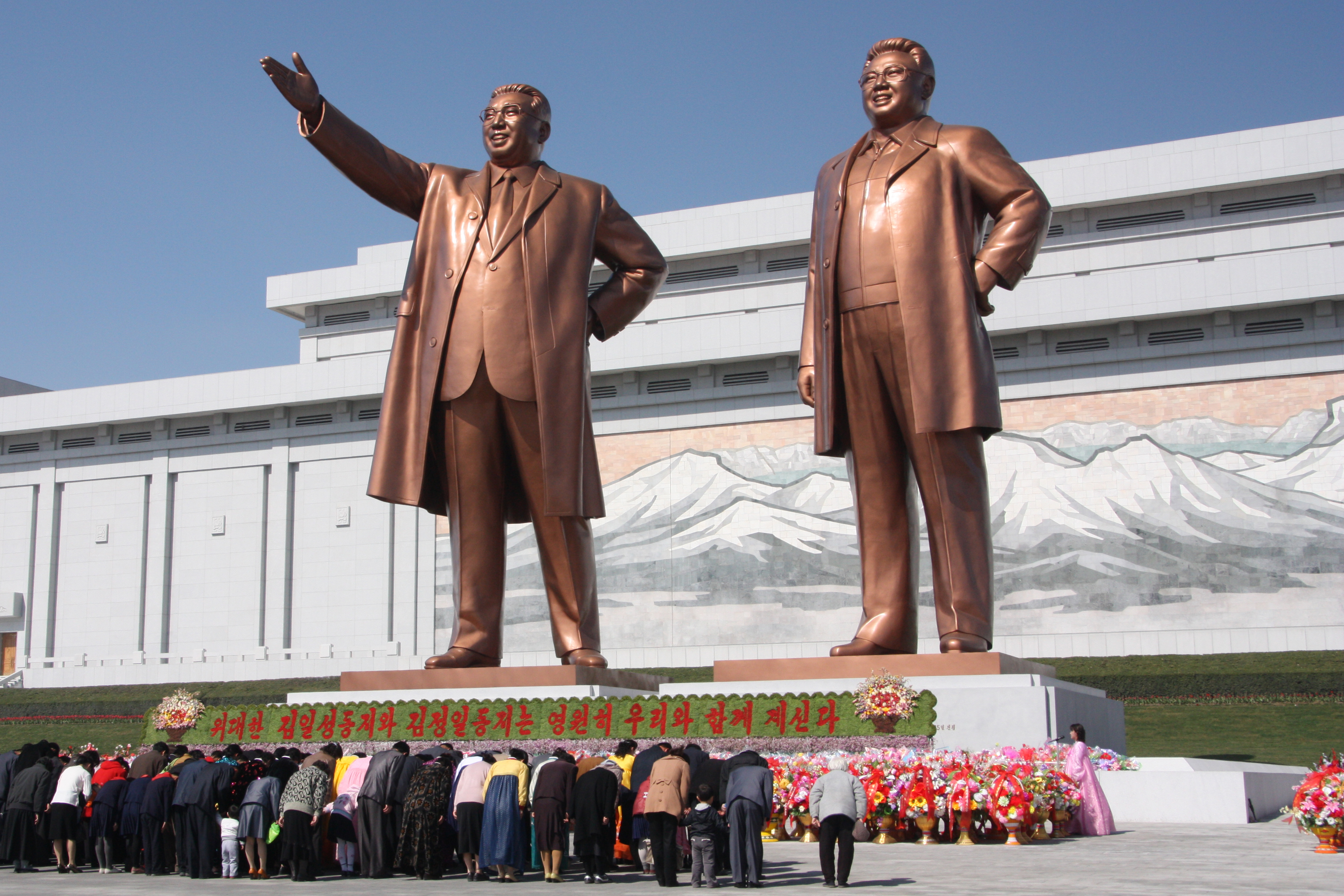
Folla che rende omaggio alle statue di Kim Il-sung e di Kim Jong-il, aprile 2012

Il 27 settembre 2010, alla vigilia della conferenza nazionale del Partito del Lavoro, Kim Jong-un venne nominato daejang (generale) dell'esercito insieme con la zia Kim Kyong-hui e il giorno dopo venne eletto membro del comitato centrale del Partito del Lavoro e vicepresidente della relativa commissione militare. Da allora presenziò a diverse manifestazioni ufficiali insieme con il padre, compresa la parata del 65º anniversario del Partito del Lavoro. All'inizio del 2011 il governo nordcoreano eliminò i sostenitori di Chang Sung-taek per evitare che Kim Jong-un potesse incontrare ostacoli nella sua ascesa al potere.
Nel mese di novembre veniva scelto come secondo dopo Kim Jong-il, in ordine di importanza, nel comitato organizzatore dei funerali del primo vicepresidente della Commissione di difesa nazionale Jo Myong-rok. Il 19 dicembre 2011, all'annuncio ufficiale della morte del padre avvenuta due giorni prima, la televisione di stato nordcoreana lo presentò come il "grande successore", invitando la nazione a unirsi intorno al nuovo leader, ufficializzando così il completamento del cursus honorum con la successione al padre e al nonno. L'11 aprile 2012 la quarta conferenza generale del Partito del Lavoro di Corea lo elesse primo segretario del partito e segretario generale eterno suo padre defunto Kim Jong-il.

### Attività politica
Nonostante i provvedimenti presi da Kim Jong-il, in seguito alla sua morte non era chiaro se il governo nordcoreano avesse davvero voluto seguire il percorso da lui tracciato. Il ruolo che Kim Jong-un avrebbe rivestito e la sua importanza furono quindi oggetto di numerose congetture. Secondo alcuni studiosi sarebbe stato probabilmente Chang Sung-taek a ricevere i poteri nelle vesti di reggente, poiché Kim Jong-un non aveva abbastanza esperienza per assumersi tutte le responsabilità.
Poco tempo dopo la morte del padre, Kim Jong-un veniva già acclamato dai media nordcoreani come il "grande successore della causa rivoluzionaria Juche", un "eccezionale leader del partito, dell'esercito e del popolo" e un "rispettato compagno identico a comandante supremo Kim Jong-il". Egli venne anche posto a capo del comitato organizzatore dei funerali di Stato di Kim Jong-il. L'agenzia di stampa centrale nordcoreana lo definì con l'espressione propagandistica "grande uomo nato dal paradiso", che in precedenza era stata utilizzata solo per descrivere il padre Kim Jong-il e il nonno Kim Il-sung. Il Partito del Lavoro in un editoriale annunciò: «Giuriamo con lacrime di sangue che chiameremo Kim Jong-un il nostro comandante supremo, il nostro leader!».
Il 24 dicembre 2011 egli divenne il comandante supremo dell'esercito nordcoreano; venne formalmente nominato alla carica il 30 dicembre, quando l'ufficio politico del comitato centrale del Partito del Lavoro di Corea "proclamò che il caro e rispettato Kim Jong-un, vicepresidente della commissione militare centrale del Partito del Lavoro di Corea, avrebbe assunto il supremo comando dell'esercito del popolo coreano".

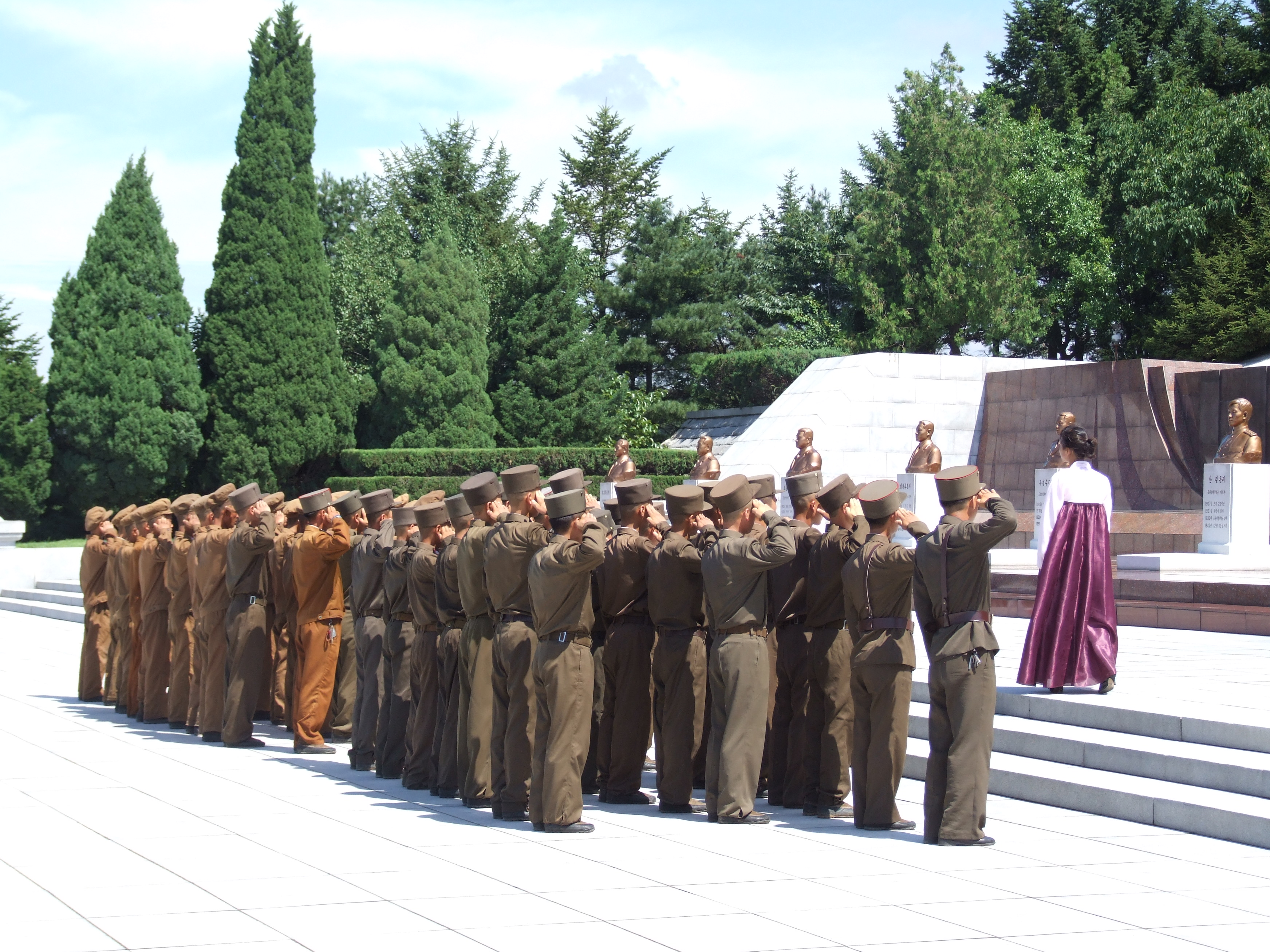
Soldati nordcoreani al cimitero rivoluzionario dei martiri, 2012

Il 26 dicembre 2011 la testata Rodong Sinmun pubblicò un articolo in cui Kim Jong-un veniva presentato come presidente della commissione militare centrale e leader supremo del paese.
Il 9 gennaio 2012 venne organizzata una grande parata al Palazzo del Sole di Kumsusan, in cui l'esercito onorò e giurò fedeltà a Kim Jong-un.
Nel 2013 la rivista statunitense Forbes lo classificò al 46º posto nella sua classifica delle persone più potenti del mondo.
Nel 2015 ha esteso il congedo di maternità a 240 giorni e ha aumentato il numero di strutture di assistenza all'infanzia.

#### Assunzione di titoli ufficiali
Il 27 marzo 2012 Kim Jong-un prese parte alla quarta conferenza del Partito del Lavoro di Corea, in occasione della quale venne creato il titolo di primo segretario. L'11 aprile, durante la conferenza, venne posto a capo del partito con tale nuovo titolo, che avrebbe dovuto sostituire quello di segretario generale, attribuito "eternamente" a Kim Jong-il. Inoltre, Kim Jong-un si sostituì al padre nella carica di presidente della commissione militare centrale e nel suo ruolo all'interno del praesidium del politburo del Partito del Lavoro di Corea. In un discorso pronunciato prima della conferenza, Kim Jong-un annunciò che "imbibire l'intera società del kimilsunghismo-kimjonghilismo" debba essere il programma più importante del partito. Il 13 aprile 2012, in occasione della quinta sessione della dodicesima assemblea popolare suprema, Kim Jong-un venne nominato presidente della Commissione di difesa nazionale.
Il 15 aprile 2012 venne organizzata un'importante parata militare per commemorare il centenario dalla nascita di Kim Il-sung, durante la quale Kim Jong-un pronunciò il suo primo discorso pubblico. La frase finale "tutti insieme andiamo verso la vittoria finale" costituì la genesi di una nuova canzone propagandistica, intitolata "Verso la vittoria finale".
Nel luglio del 2012 Kim Jong-un divenne wonsu, che tradotto in italiano significa "maresciallo", il più alto rango attivo dell'esercito. L'agenzia di stampa centrale nordcoreana rivelò in seguito che tale decisione fu presa sia dal comitato centrale, dalla commissione militare centrale, dalla commissione per la difesa nazionale, sia dal praesidium dell'Assemblea popolare suprema. L'unico grado militare superiore al wonsu è il taewonsu (gran maresciallo o generalissimo), che appartiene tuttora a Kim Il-sung e che venne assegnato anche a Kim Jong-il pochi mesi dopo la sua morte, nel febbraio del 2012. La promozione di Kim Jong-un lo pose come leader indiscusso dell'esercito nordcoreano e avvenne pochi giorni dopo la sostituzione del capo di stato maggiore Ri Yong-ho con Hyon Yong-chol.
Nel novembre del 2012 delle foto satellitari rivelarono un messaggio lungo mezzo chilometro sul fianco di una collina nella provincia del Ryanggang che recitava: «Lunga vita al generale Kim Jong-un, il Sole splendente!».
Kenji Fujimoto, lo chef giapponese di Kim Jong-il, dichiarò: «I negozi di Pyongyang erano pieni di prodotti; le persone per strada sembravano allegre. La Corea del Nord è completamente cambiata da quando Kim Jong-un è salito al potere. È tutto per merito del leader Kim Jong-un».

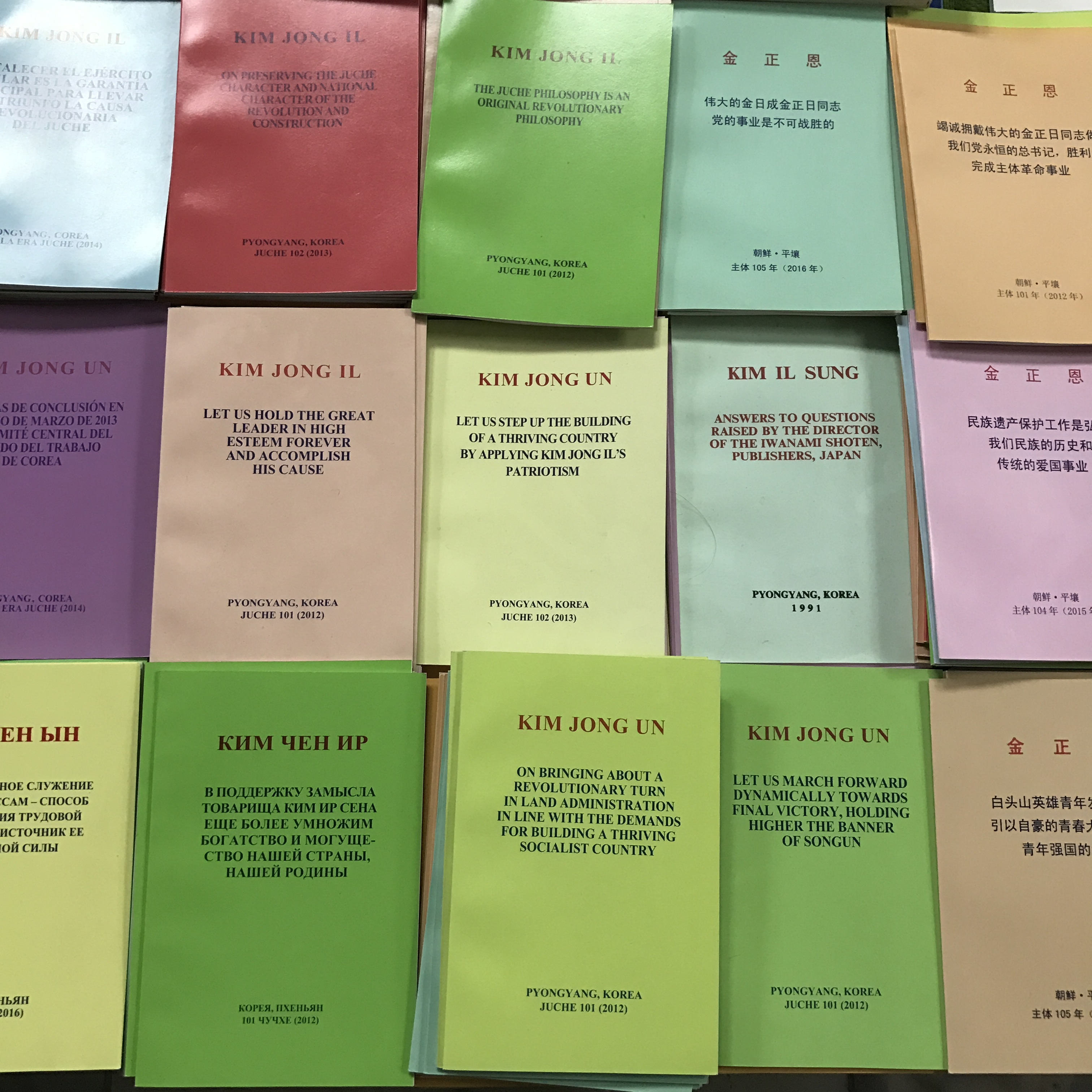
Gli scritti di Kim Jong-un

Ufficialmente Kim Jong-un fa parte di un triumvirato che dirige il ramo esecutivo del governo nordcoreano insieme con il primo ministro Pak Pong-ju e al presidente dell'assemblea suprema Kim Yong-nam, ognuno dei quali ha un potere equivalente a un terzo di quello di un segretario generale di uno stato comunista: il primo è a capo delle forze armate, il secondo guida il governo, mentre il terzo si occupa delle relazioni internazionali. Tuttavia, come il padre e il nonno, Kim Jong-un esercita comunque un potere assoluto sul paese, poiché un emendamento costituzionale emanato da lui stesso ha esplicitamente definito il ruolo del primo presidente, che dev'essere "il leader supremo della Repubblica Popolare Democratica di Corea".
Il 30 novembre 2012 incontrò Li Jianguo, membro del diciottesimo Politburo, che secondo l'agenzia di stampa centrale nordcoreana aveva contattato il leader nordcoreano in occasione del XVIII Congresso nazionale del partito comunista cinese. Durante l'incontro Kim Jong-un ricevette una lettera da Xi Jinping, il segretario generale del partito comunista cinese.
Nel 2013 Kim Jong-un abbandonò lo stile del padre, riabbracciando invece quello del nonno con un discorso pronunciato in occasione dell'anno nuovo. Durante i diciassette anni al potere, Kim Jong-il non volle mai comparire in televisione, al posto del consueto discorso d'anno nuovo preferiva un editoriale, pubblicato simultaneamente sul Rodong Sinmun, il quotidiano del Partito del Lavoro di Corea, e sul Chongnyon Jonwi, il giornale della lega della gioventù kimilsunghista-kimjonghilista. Il 26 gennaio 2013, nel corso di un incontro straordinario con gli alti funzionari della difesa e della sicurezza nordcoreani, Kim Jong-un ordinò i preparativi per un nuovo test nucleare. Tre giorni dopo fece entrare in vigore la legge marziale.
Il 9 marzo 2014 venne eletto a un seggio nell'Assemblea popolare suprema, il potere legislativo monocamerale del paese. Non ci furono opposizioni, anche se i cittadini nordcoreani avevano il diritto di votare contro tale elezione. Ci fu un'affluenza record alle urne e, secondo le statistiche ufficiali, tutti gli abitanti del distretto di Kim Jong-un, quello del monte Paektu, votarono a favore della sua elezione. Successivamente l'Assemblea popolare suprema lo elesse primo presidente della commissione nazionale di difesa.

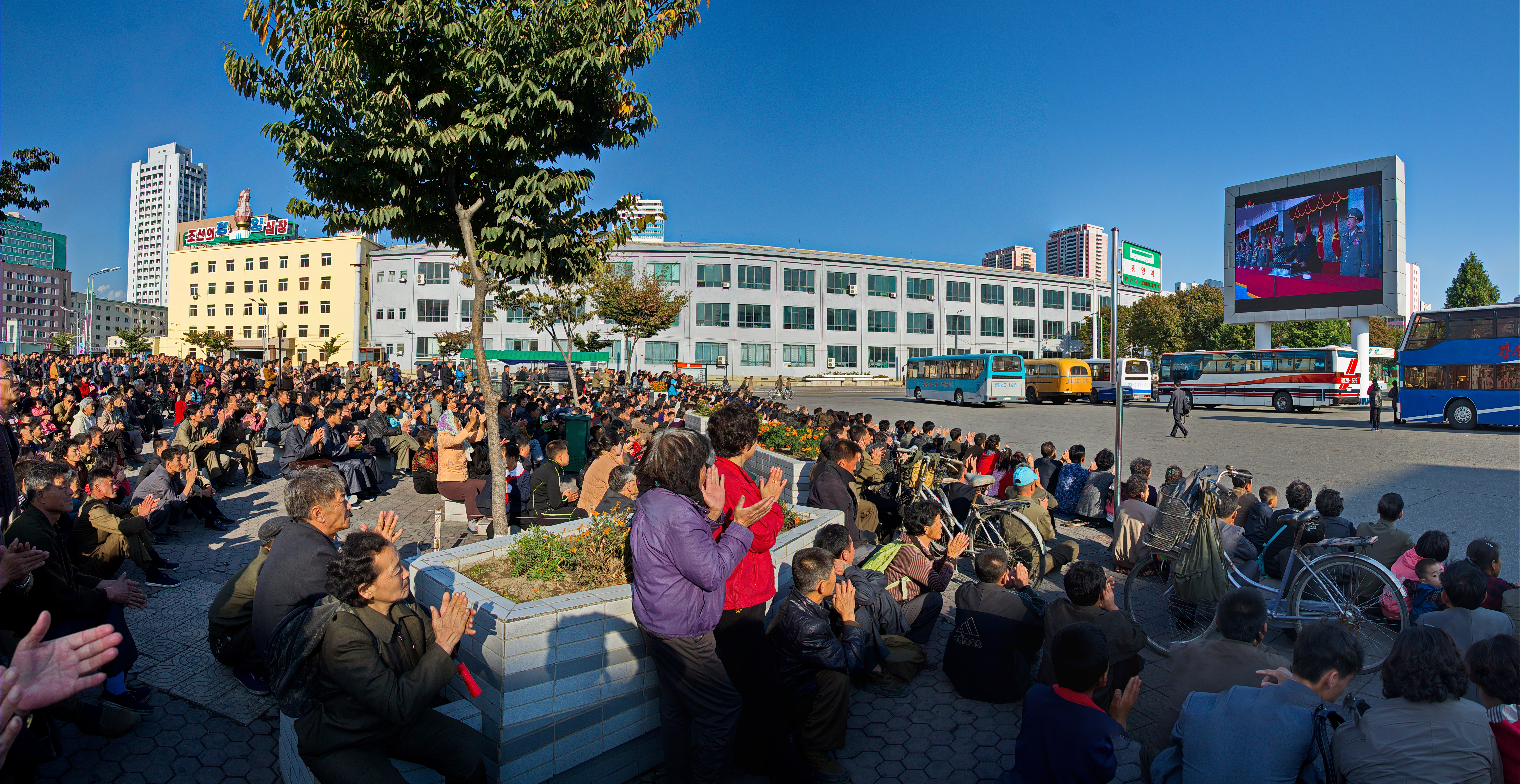
Folla a Pyongyang che guarda Kim Jong-un nella televisione ufficiale nordcoreana, 2015

Nel maggio del 2014, a causa del crollo di un edificio in costruzione a Pyongyang, Kim Jong-un, secondo i media nordcoreani, rimase estremamente scosso e sconvolto. Una dichiarazione emessa dall'agenzia di stampa centrale nordcoreana espresse ufficialmente le profonde condoglianze del governo, che tra l'altro si scusò per l'accaduto. Un anonimo funzionario del governo, secondo la BBC, raccontò che Kim Jong-un era restato sveglio tutta la notte a causa del dolore provocatogli dall'incidente. Anche se non ci sono dati certi riguardanti l'altezza dell'edificio e il numero di vittime, i dati forniti dai media sembrano fare riferimento al crollo di un palazzo di ventitré piani che ha portato con sé le vite di circa un centinaio di persone.

#### Politica economica
Nel 2013 Kim Jong-un introdusse una serie di riforme economiche con il nome di "sistema di gestione aziendale socialista": le misure erano mirate ad accrescere l'autonomia delle imprese concedendo loro "determinati diritti di esercitare autonomamente le attività imprenditoriali e di elevare la volontà di manodopera attraverso l'attuazione appropriata del sistema di distribuzione socialista"; un'altra priorità di tali riforme economiche era l'agricoltura, nella quale venne introdotto il sistema di responsabilità del pojon (orto); grazie a tale provvedimento ci fu un notevole aumento nella produzione di alcune aziende agricole collettive.
I media nordcoreani definirono il nuovo sistema economico "collettivista flessibile", nel quale le "azioni attive ed evolutive" delle imprese erano fondamentali per raggiungere lo sviluppo economico. Tali provvedimenti riflettevano la politica generale di Kim Jong-un, che aveva intenzione di riformare la gestione del paese, incrementando l'autonomia e gli incentivi degli operatori economici: tale serie di riforme è conosciuta come i "provvedimenti del 30 maggio", i quali ribadiscono sia la titolarità socialista sia le "leggi economiche oggettive nell'orientamento e nella gestione" per migliorare gli standard di vita. Gli altri obiettivi di queste misure sono l'aumento della disponibilità dei prodotti fabbricati sul territorio, l'introduzione di innovazioni nel campo della difesa nel settore civile, e la promozione del commercio internazionale.

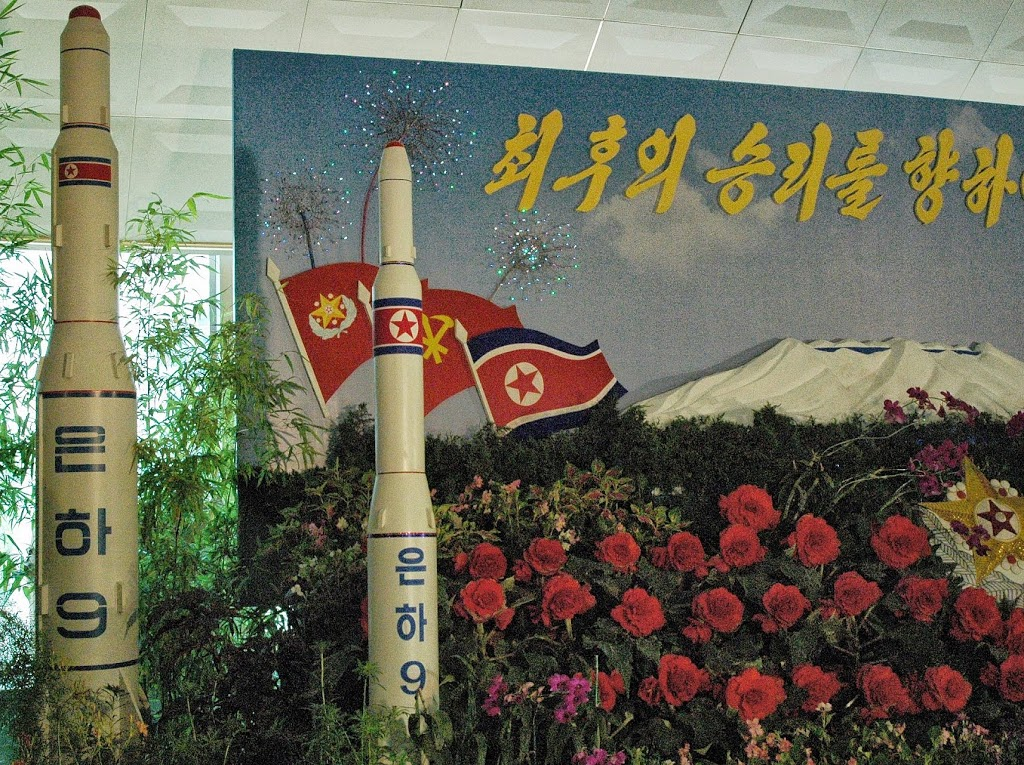
Modello di un razzo Unha-9 in una mostra floreale a Pyongyang, 30 agosto 2013

#### Armi nucleari
Sotto Kim Jong-un la Corea del Nord continuò a sviluppare armi nucleari. Il 31 marzo 2013, durante la riunione plenaria del Partito del Lavoro di Corea, Kim Jong-un annunciò che la Corea del Nord avrebbe adottato "una nuova linea strategica nello sviluppo economico, di pari passo con la produzione di armamenti nucleari". Secondo diversi analisti, la Corea del Nord considera il proprio arsenale nucleare un mezzo essenziale per l'autodifesa e non lo utilizzerebbe mai per provocare una guerra nucleare. Secondo un ricercatore senior della RAND Corporation, Kim Jong-un ritiene che le armi nucleari siano la chiave per la sopravvivenza del suo regime. Durante il settimo congresso di partito, del 2016, Kim Jong-un dichiarò che non avrebbe utilizzato per primo il suo arsenale nucleare, "a meno che le ostili forze aggressive non le usino per invadere la sovranità del paese". Tuttavia, la Corea del Nord minacciò più volte un attacco nucleare preventivo nei confronti degli Stati Uniti. Nel dicembre del 2015 Kim Jong-un disse che lui e la sua famiglia contribuirono a rendere la Repubblica Popolare Democratica di Corea "una potenza nucleare pronta a far detonare una bomba atomica o una bomba a idrogeno per difendere in maniera affidabile la propria sovranità e dignità".
Nel gennaio del 2018 le stime dell'arsenale nucleare della Corea del Nord erano comprese tra le 15 e le 60 bombe, comprese le bombe a idrogeno. Secondo gli analisti, armi come l'Hwasong-15 sono in grado di raggiungere qualsiasi territorio all'interno degli Stati Uniti.
A causa dei programmi nucleari e dei test missilistici, le Nazioni Unite decretarono numerose sanzioni economiche contro la Corea del Nord.
Nel marzo del 2018 il funzionario sudcoreano Chung Eui-yong annunciò alla Casa Bianca che Kim Jong-un era disposto alla denuclearizzazione del
paese e che "la Corea del Nord sarebbe disposta a fermarsi dinanzi a ulteriori test nucleari o missilistici".

#### Purghe ed esecuzioni
Informazioni attendibili sulle purghe e sulle esecuzioni avvenute in Corea del Nord sono sempre difficili da ottenere. Infatti, nel maggio del 2016, gli analisti furono sorpresi nel vedere il primo vice capo dell'esercito Ri Yong-gil riapparire nei media ufficiali, poiché si pensava che fosse stato giustiziato qualche mese prima.
Kim condannò a morte lo zio Chang Sung-taek nel dicembre del 2013 per alto tradimento e per il tentativo di golpe che egli avrebbe cercato di organizzare. Si ritiene che egli sia stato giustiziato da un plotone di esecuzione. Secondo lo Yonhap News Agency diverse fonti anonime avrebbero testimoniato anche l'esecuzione di tutti i membri della sua famiglia (figli, nipoti e parenti) per eliminare qualsiasi traccia che avesse potuto rimandare a lui. Tali presunte morti comprenderebbero sua sorella Jang Kye-sun, il marito di sua sorella Jon Yong-jin (ambasciatore nordcoreano a Cuba), suo nipote Jang Yong-chol (ambasciatore in Malaysia) e, probabilmente, anche i due figli del nipote. In occasione della rimozione dal potere di Chang Sung-taek i media nordcoreani affermarono che la scoperta e la purga del suo gruppo "contribuirono a rendere più puri il partito e i ranghi rivoluzionari del paese". Il 12 dicembre 2013, in seguito alla sua esecuzione, venne ufficialmente annunciato che l'esercito non avrebbe mai perdonato "coloro che disobbediscono agli ordini del comandante supremo".
Il viceministro della sicurezza O Sang-hon, del Ministero della sicurezza del popolo, venne probabilmente giustiziato in occasione di una purga politica avvenuta nel 2014. Secondo il giornale sudcoreano The Chosun Ilbo O Sang-hon sarebbe stato giustiziato con un lanciafiamme per aver supportato Chang Sung-taek.

#### Violazioni dei diritti umani
Le violazioni dei diritti umani in Corea del Nord sono state condannate dall'assemblea generale delle Nazioni Unite. I comunicati stampa suggeriscono che tali violazioni sussistano ancora sotto il regime di Kim Jong-un.
Una relazione del 2013 del relatore speciale delle Nazioni Unite Marzuki Darusman sulla situazione dei diritti umani nella Corea del Nord ha proposto una commissione d'inchiesta delle Nazioni Unite per documentare la responsabilità di Kim Jong-un e di altri individui del governo nordcoreano dei presunti crimini contro l'umanità. Il rapporto della commissione d'inchiesta, pubblicato nel febbraio del 2014, raccomanda di considerare Kim Jong-un il diretto responsabile delle violazioni dei diritti umani in Corea del Nord in caso di un processo alla corte penale internazionale.
Nel luglio del 2016 vennero imposte sanzioni personali su Kim Jong-un da parte del Dipartimento del Tesoro degli Stati Uniti d'America. Una delle ragioni di tale provvedimento erano le numerose violazioni dei diritti umani di cui Kim Jong-un era stato considerato il diretto responsabile. Tuttavia, il motivo principale è da ricercarsi nei numerosi test nucleari e missilistici nordcoreani da lui condotti.

#### Presunte morti
Nel maggio del 2017 il governo nordcoreano accusò il Central Intelligence Agency (CIA) e il National Intelligence Service (NIS) sudcoreano per aver tentato di assassinare Kim Jong-un. Le due agenzie di spionaggio avrebbero assoldato un taglialegna nordcoreano che lavorava in Russia, chiedendogli di uccidere Kim Jong-un con un'arma biochimica sia radioattiva sia nano-velenosa, il cui effetto sarebbe stato ritardato di qualche mese. La Corea del Nord pretese l'estradizione di chiunque fosse coinvolto nel tentativo di assassinio.
Voci su un presunto decesso di Kim Jong-un presero a circolare nei primi mesi del 2020, quando si credette che fosse morto per via del fatto che non fosse apparso in pubblico a lungo. Le mancate apparizioni sono poi state spiegate con l'epidemia di Covid-19.

#### Politica di distensione

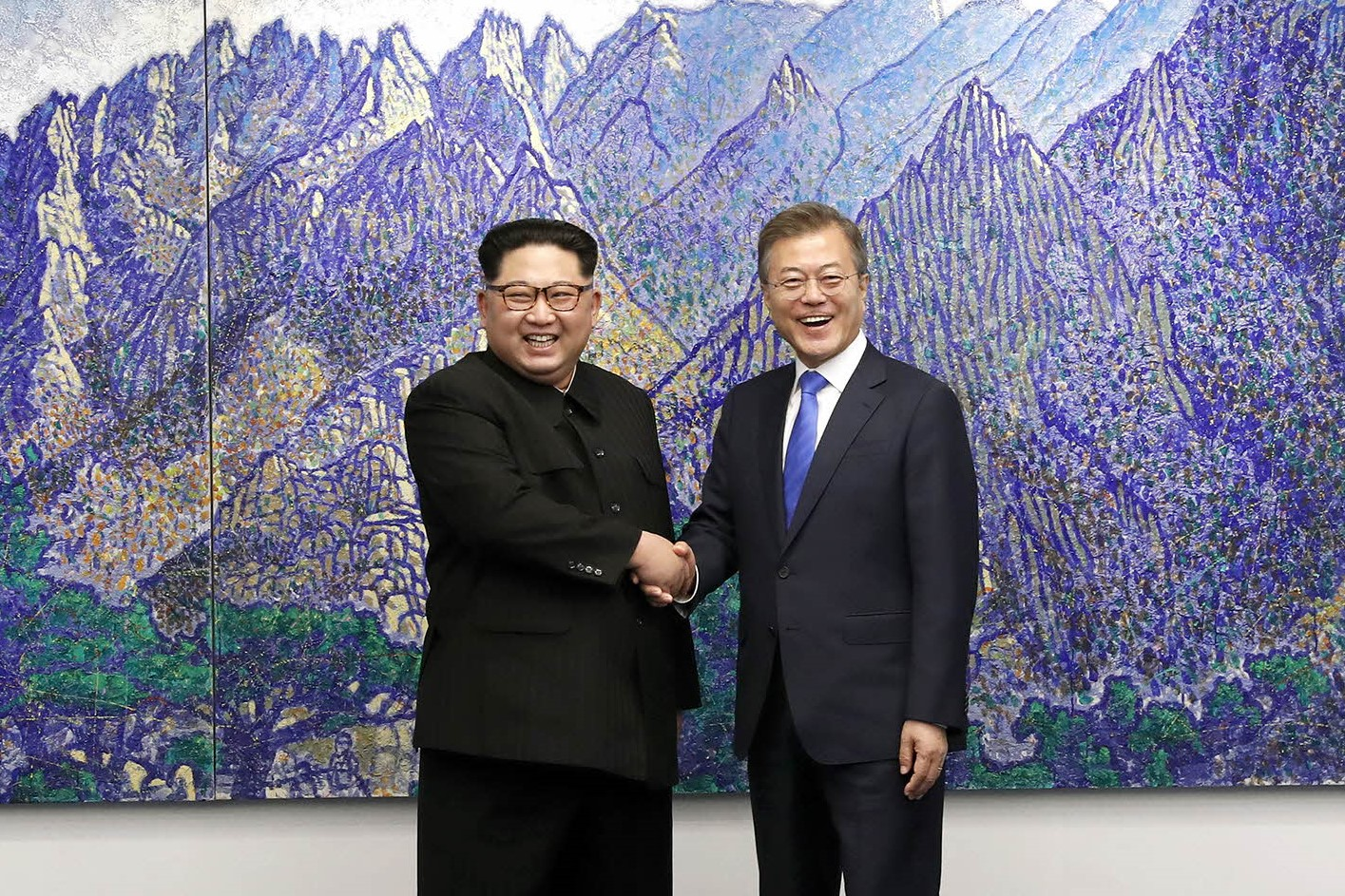
Kim Jong-un e il presidente della Corea del Sud Moon Jae-in si stringono la mano, 27 aprile 2018

Nel 2018, durante il discorso pronunciato in occasione dell'anno nuovo, Kim Jong-un si dimostrò disponibile al confronto con la Corea del Sud, annunciando inoltre che la Corea del Nord avrebbe partecipato ai giochi olimpici invernali a Pyeongchang. Una hotline di comunicazione tra i due paesi venne riaperta dopo quasi due anni. Nella cerimonia d'apertura Corea del Nord e Corea del Sud marciarono in un unico gruppo; durante i giochi i due paesi condividevano inoltre la stessa squadra di hockey su ghiaccio femminile. Oltre agli atleti, Kim Jong-un inviò a Pyeongchang anche i membri dell'orchestra Samjiyon, insieme con una delegazione di alto livello senza precedenti, capitanata dalla sorella Kim Yo-jong e dal presidente dell'Assemblea popolare suprema Kim Yong-nam. Il 5 marzo 2018 venne organizzato un incontro a Pyongyang tra Kim Jong-un e il capo dell'ufficio di sicurezza nazionale sudcoreano Chung Eui-yong, il quale andò poi a Washington per informare il presidente statunitense Donald Trump del fatto che Kim Jong-un volesse incontrarlo. Trump accettò tale richiesta.

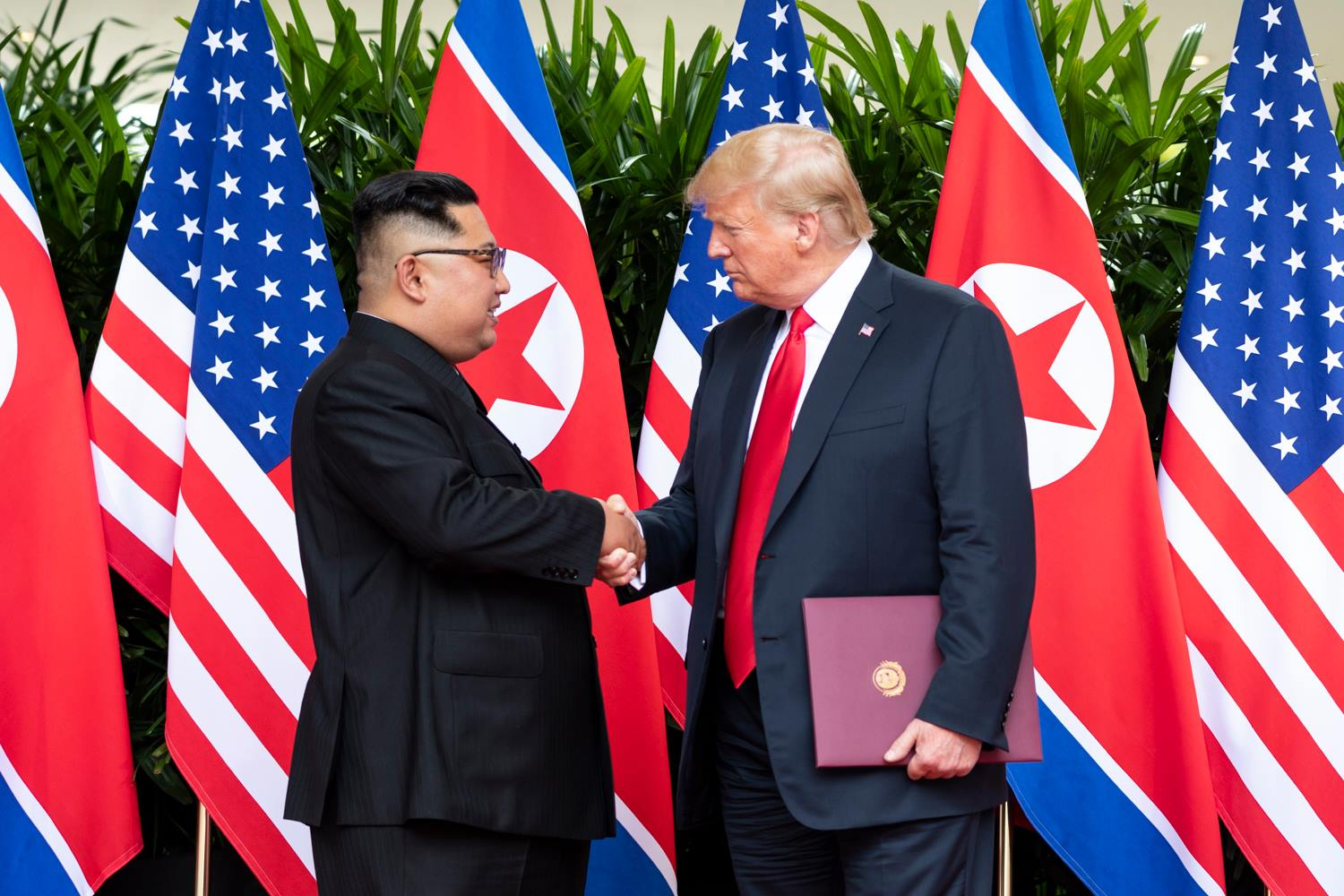
Kim Jong-un e il presidente americano Donald Trump si stringono la mano durante lo storico incontro del 12 giugno 2018

I media cinesi rivelarono una visita a Pechino da parte di Kim Jong-un avvenuta il 26 marzo 2018, che venne poi confermata dall'agenzia di stampa centrale nordcoreana il 28 marzo. Questa è stata la prima volta, da quando è salito al potere, che Kim Jong-un si è avventurato al di fuori dei confini della Corea del Nord.
Un altro incontro altrettanto rivoluzionario fu il vertice inter-coreano di aprile 2018 con il presidente sudcoreano Moon Jae-in, avvenuto il 27 aprile 2018. Dopo aver varcato per la prima volta il confine tra le due Coree, Kim Jong-un invitò Moon Jae-in ad attraversare anche lui la linea di demarcazione. Dopodiché i due capi di Stato, in una dichiarazione congiunta, annunciarono l'obiettivo di una completa denuclearizzazione della penisola coreana. La sorella di Kim Jong-un, Kim Yo-jong, disse inoltre che fosse "necessario accelerare l'unificazione delle due Coree".
Il 12 giugno dello stesso anno avviene lo storico incontro tra il leader nordcoreano e il presidente americano Donald Trump.

## Personalità
Kenji Fujimoto, lo chef personale di Kim Jong-il, descrisse così Kim Jong-un: "È tale e quale al padre: un suo ritratto con lo stesso viso, la stessa corporatura e la stessa personalità".
Nel luglio del 2012 Kim Jong-un dimostrò di essersi distanziato dalla politica culturale del padre, assistendo a un concerto del gruppo musicale nordcoreano Moranbong. In tale concerto c'erano diversi elementi tipici della cultura occidentale, soprattutto di quella statunitense. Questo evento venne inoltre utilizzato da Kim Jong-un per presentare al pubblico la propria moglie: per la prima volta anche la Corea del Nord poteva avere una first lady.
Come riportato dal Washington Post, secondo un ex compagno di classe del leader nordcoreano, il giovane Kim Jong-un passava ore a disegnare ritratti di Michael Jordan, la superstar dei Chicago Bulls. Egli era ossessionato dalla pallacanestro e dai videogiochi. Il 26 febbraio 2013 Kim Jong-un incontrò il cestista statunitense Dennis Rodman: era probabilmente il primo americano che avesse mai conosciuto. Rodman descrisse inoltre la visita all'isola privata del leader, che "era come le Hawaii o Ibiza, con l'unica differenza che l'unico abitante era Kim Jong-un". Il patrimonio netto di Kim Jong-un è di circa 5 miliardi di dollari.
Secondo Cheong Seong-chang, dell'istituto Sejong, Kim Jong-un è un "uomo del popolo": egli dimostra molta attenzione ai cittadini nordcoreani e, a differenza del padre, ci interagisce apertamente.

## Salute
Nel 2009 si venne a sapere che probabilmente Kim Jong-un soffriva di diabete e di ipertensione. Il giovane leader è inoltre un assiduo fumatore.
Kim Jong-un non apparve in pubblico per sei settimane dal settembre all'ottobre del 2014. I media del paese parlarono di una "spiacevole condizione fisica": in precedenza egli era stato visto zoppicare. Quando riapparve, utilizzava un bastone da passeggio.
Nel settembre del 2015 il governo sudcoreano fece notare che Kim Jong-un era ingrassato di 40 kg nei cinque anni in cui era al potere, raggiungendo un peso complessivo di 130 kg.
Nel 2020 nel pieno della pandemia di COVID-19, non appare in pubblico per 21 giorni dall'11 aprile al 1º maggio, mancando anche, per la prima volta, alla commemorazione del nonno presso il Palazzo del Sole di Kumsusan. Durante questo lasso di tempo sui media venne diffusa una notizia, successivamente smentita, che lo dava per morto o in fin di vita in seguito ad un intervento d'urgenza al cuore mal riuscito.

## Famiglia

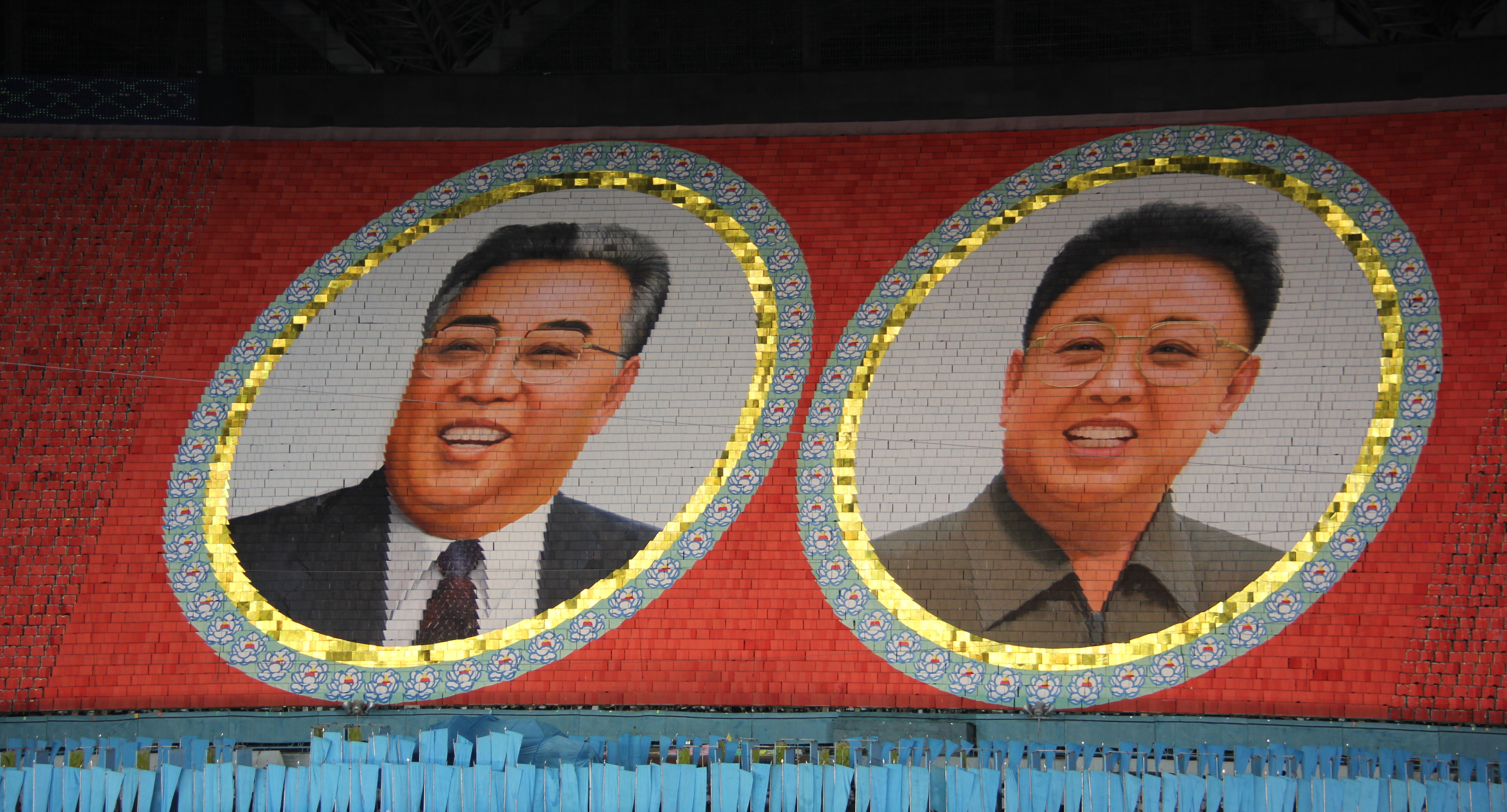
Ritratti del padre e del nonno di Kim Jong-un durante i giochi di massa del Festival di Arirang a Pyongyang, 2012.

Il 25 luglio 2012 i media nordcoreani riportarono il matrimonio avvenuto tra Kim Jong-un e la cantante Ri Sol-ju. Prima di tale annuncio Ri Sol-ju, probabilmente sui vent'anni, era già stata vista diverse volte a fianco del leader. Secondo un analista sudcoreano è stato Kim Jong-il a combinare il matrimonio, in seguito a un infarto avvenuto nel 2008. I due si sarebbero sposati nel 2009 e avrebbero avuto un figlio nel 2010. Dennis Rodman, dopo aver visitato il paese nel 2013, rivelò ai giornalisti che Kim Jong-un aveva una figlia di nome Ju-ae. Secondo fonti sudcoreane la coppia ha probabilmente diversi figli.
Kim Jong-un è spesso accompagnato dalla sorella minore Kim Yo-jong, figura chiave per la sua immagine pubblica e nell'organizzazione degli eventi a cui prende parte. Secondo Kim Yong-hyun, professore di studi nordcoreani all'Università Dongguk a Seul, la rapida ascesa al potere di Kim Yo-jong rappresenterebbe il tentativo di Kim Jong-un di "svecchiare" il governo nordcoreano, eliminando tutti i retaggi del vecchio governo di Kim Jong-il.
Il 23 febbraio 2017 il fratellastro Kim Jong-nam venne assassinato con l'agente nervino VX mentre si trovava all'aeroporto internazionale di Kuala Lumpur.
|              |  |              | Genitori |  |  | Nonni |  |  | Bisnonni      |  |  | Trisnonni   |  |
|              |  |              |          |  |  |       |  |  | Kim Hyong-Jik |  |  | Kim Bo-hyon |  |
|              |  |              |          |  |  |       |  |  | Kim Hyong-Jik |  |  | Kim Bo-hyon |  |
|              |  | Lee Bo-ik    |          |  |  |       |  |  | Kim Hyong-Jik |  |  |             |  |
| Kim Il-sung  |  |              |          |  |  |       |  |  | Kim Hyong-Jik |  |  |             |  |
|              |  | Kang Pan-Sok | …        |  |  |       |  |  |               |  |  |             |  |
|              |  | Kang Pan-Sok | …        |  |  |       |  |  |               |  |  |             |  |
|              |  | Kang Pan-Sok | …        |  |  |       |  |  |               |  |  |             |  |
| Kim Jong-il  |  | Kang Pan-Sok |          |  |  |       |  |  |               |  |  |             |  |
|              |  | …            | …        |  |  |       |  |  |               |  |  |             |  |
|              |  | …            | …        |  |  |       |  |  |               |  |  |             |  |
|              |  | …            | …        |  |  |       |  |  |               |  |  |             |  |
| Kim Jong-suk |  | …            |          |  |  |       |  |  |               |  |  |             |  |
|              |  | …            | …        |  |  |       |  |  |               |  |  |             |  |
|              |  | …            | …        |  |  |       |  |  |               |  |  |             |  |
|              |  | …            | …        |  |  |       |  |  |               |  |  |             |  |
| Kim Jong-un  |  | …            |          |  |  |       |  |  |               |  |  |             |  |
|              |  | …            |          |  |  |       |  |  |               |  |  |             |  |
|              |  |              |          |  |  |       |  |  |               |  |  |             |  |
|              |  | …            |          |  |  |       |  |  |               |  |  |             |  |
| Ko Gyon-tek  |  |              |          |  |  |       |  |  |               |  |  |             |  |
|              |  | …            | …        |  |  |       |  |  |               |  |  |             |  |
|              |  | …            | …        |  |  |       |  |  |               |  |  |             |  |
|              |  | …            | …        |  |  |       |  |  |               |  |  |             |  |
| Ko Yong-hui  |  | …            |          |  |  |       |  |  |               |  |  |             |  |
|              |  | …            | …        |  |  |       |  |  |               |  |  |             |  |
|              |  | …            | …        |  |  |       |  |  |               |  |  |             |  |
|              |  | …            | …        |  |  |       |  |  |               |  |  |             |  |
| …            |  | …            |          |  |  |       |  |  |               |  |  |             |  |
|              |  | …            | …        |  |  |       |  |  |               |  |  |             |  |
|              |  | …            | …        |  |  |       |  |  |               |  |  |             |  |
|              |  | …            | ?        |  |  |       |  |  |               |  |  |             |  |
|              |  | …            |          |  |  |       |  |  |               |  |  |             |  |

Moglie:
- Ri Sol-ju (1989)

Figlia:
- Kim Ju-ae (2013)

Fratelli:
- Kim Jong-nam (1971–2017)
- Kim Jong-chul (1981)

Sorelle:
- Kim Sul-song (1974)
- Kim Yo-jong (1987)

Zii e zie paterni:
- Kim Pyong-il (1954)
- Kim Yong-il (1955–2000)
- Kim Man-il (1944–1947/48)
- Kim Hyun (1971–2001)
- Kim Kyong-hui (1946)
- Kim Kyong-Jin

Zio materno:
- Chang Sung-taek (1946–2013)

Nipoti:
- Kim Han-sol (1995), figlio di Jong-nam
- Kim Sol Hui (1998), figlia di Jong-nam
- Kim Geum-sol (1999), figlio di Jong-nam
- Kim Yi-soon, figlia di Jong-nam